# الغورو هار راي
الغورو هار راي ([gʊɾuː ɦəɾ ɾaːɪ]; وُلد في 16 يناير عام 1630، وتوفي في 20 أكتوبر عام 1661)، ويبجّله السيخيون على أنه الناناك السابع، أي الغورو السابع في الدين السيخي. أصبح الغورو هار راي قائدًا سيخيًّا عندما بلغ عمر 14، في الثامن من مارس عام 1644، بعد وفاة جدّه الغورو السيخي السادي هارغوبيند. قاد الغورو هار راي السيخيين سبع عشرة عامًا، حتى مات وهو ابن واحد وثلاثين عامًا.
تميز الغورو هار راي بأنه حافظ على جيشٍ كبيرٍ من المقاتلين السيخ كان قد جيّشه سلف الغورو السادس السيخي، ومع هذا فقد تجنب النزاع العسكري. دعم الغورو الصوفيَّ المعتدل دارا شكوه، بدلًا من السنّيّ المحافظ أورنكزيب عالم كير، وهما أخوان تحاربا لخلافة عرش مملكة المغول الهندية.
بعد انتصار أورنكزيب عالم كير عام 1658، استدعى الغورو هار راي عام 1660 ليفسّر له دعمه لأخيه المقتول دارا شكوه. أرسل الغورو هار راي ابنه الأكبر رام راي ليتكلّم عنه. حبس أورنكزيب رام راي رهينةً، وسأله عن آية في كتاب أدي غرانث، وهو كتاب مقدس للسيخ في ذلك الزمان. قال أورنكزيب إن هذه الآية تنتقص من شأن المسلمين. غيّر رام راي الآية حتى يسترضي أورنكزيب، ولم يدافع عن النص السيخي، وهو شيءٌ دفع أباه بعد ذلك إلى إبعاده عن خلافته، وترشيح أخيه الأصغر هار كريشان ليخلفه بدلًا من الأكبر. أصبح هار كريشان الغورو الثامن وهو ابن خمسة أعوام، بعد موت أبيه عام 1661. جاء اسم هار راي في بعض الأدب الأدب السيخي بالياء: هاري راي.

## سيرته
وُلد هاري راي لنهال كاور وبابا غورديتا في بيت سودي (والسودية طائفة بنجابية). مات أبوه عندما كان ابن ثمانية أعوام. عندما بلغ العاشرة، تزوّج بماتا كيشان كاور (وتسمّى أحيانًا سولاخني)، وهي ابنة دايا رام. وُلد للزوجين ولدان: رام راي وهار كريشان، وأصبح هار كريشان الغورو الثامن بعد ذلك.
كان للغورو هار راي إخوة. شجّع الشاه جاهان أخاه الأكبر دهير مال ودعمه، وأعطاه منحًا أراضي مجانية ودعمًا مغوليًّا. حاول دهير أن يؤسس تراثًا سيخيًّا موازيًا وينتقد جدّه الغورو السادس هارغوبيند. خالف الغورو السادس حفيده دهير مال، وعيّن أخاه الأصغر خليفةً له.
تندر النصوص الأصيلة السيخية التي تتكلم عن حياة الغورو هار راي، فهو لم يترك أي تراث مكتوب له، ونطقت بعض النصوص السيخية المتأخرة اسمه بالياء: هاري راي. كُتبت بعض السيَر عن الغورو هاري راي في القرن الثامن عشر، منها ما كتبه كيسار سنغ تشيبر، أما الأدب السيخي في القرن التاسع عشر فهو مختلف غير متسق.

### دارا شكوه
قدّم الغورو هار راي الرعاية الطبية لدارا شكوه، يرجح أن هذا كان عندما سمّمه بعض العملاء المغوليين. وتقول الوثائق المغولية إن الغورو هار راي قدّم أنواعًا أخرى من الدعم لدارا شكوه عندما كان يتحارب هو وأخوه على حق الخلافة. في النهاية، انتصر أورنكزيب، واعتقل أخاه دارا شكوه وأعدمه بتهمة الردة عن الإسلام. عام 1660، استدعى أورنكزيب الغورو هاري راي ليأتي ويشرح له علاقته بدارا شكوه.
في التراث السيخي أن الغورو هاري راي سُئل: لماذا كان الأمير المغولي يساعد دارا شكوه الذي اضطهد آباءه وأجداده السيخ وزعماءهم؟ يُعتَقَد أن الغورو هاري راي أجاب عن هذا فقال: إذا كان الرجل يقطف الورد بييدٍ ويزرعه بيد، فإن في يديه العطر نفسه.

## موته وخليفته
قبل أن يموت هاري راي، عيّن ابنه الأصغر ذا الأعوام الخمسة الغورو الثامن.

## التأثير
سنّ الغورو هاري راي سننَ إنشاد عامٍّ وتلاوة في السيخية. أضاف الغورو هاري راي الكاثا، أو التلاوات الحوارية، إلى تقاليد الإنشاد المسماة ساباد كيرتان الموجودة من قبله. وأضافَ أيضًا الأخناد كيرتان أو التلاوة النصية المستمر للسيخية، وتقليد جوتيان دا كيرتان، أو الإنشاد الشعبي الجماعي للنصوص المقدسة.

## إصلاحات
أسس القائد السيخي الثالث الغورو أمار داس تقليد تعيين المانجي (والمانجي: مناطق إدارية دينية يعين عليها قائد ديني يسمى سانغاتياس)، وأسس تقليد العُشر (داسفاند) لجمع العائدات باسم الغورو، وجعله مصدرًا للمجتمع الديني، وأسس أيضًا تقليد اللانغار الشهير، وفيه أن كل أحد -دون أي تمييز- يمكن أن يحصل على وجبة مجانية في مأدبة جماعة عامة.
ساعدت هذه البنية التنظيمية السيخيين على النمو ومقاومة الاضطهاد المغولي الذي تسبب في مشاكل جديدة للغورو هاري راي. كان دهير مال يقود جامعي التبرعات وبعض المساند -أي القادة المجمعيين المحليي-، وهو الأخ الأكبر للغورو هاري راي، وكان يدعمهم الشاه جاهان، وكانت الإدارة المغولية تمنجهم الأراضي مجانًا، لذا حاولوا أن يقسموا السيخ داخليًّا إلى حركات متقاتلة، وأن يبدؤوا تقليدًا غوريًّا موازيًا، فيضعفوا بذلك الدين السيخي. لذا كان من تحديات الغورو هاري راي المحافظة على وحدة السيخ.
عيّن الغورو هاري مساند جديدين مثل باي جود، وباي غوندا وباي ناثا، وباغات باغوان (في شرق الهند)، وباي فيرو (في راجاثان)، وباي باغات (ويسمي بايراغي أيضًا)، وجعلهم قادة المانجي.